# Mesene genialis
Mesene genialis är en fjärilsart som beskrevs av Hans Ferdinand Emil Julius Stichel 1923. Mesene genialis ingår i släktet Mesene och familjen Riodinidae. Inga underarter finns listade i Catalogue of Life.